# Phyllachora tephrosiae
Phyllachora tephrosiae är en svampart som beskrevs av Syd. 1924. Phyllachora tephrosiae ingår i släktet Phyllachora och familjen Phyllachoraceae.   Inga underarter finns listade i Catalogue of Life.